# ベースバンド伝送
ベースバンド伝送（ベースバンドでんそう）は、搬送波を変調したりするのではなく、ベースバンドの信号をそのまま伝送する方式である。

## 特徴
- 回路規模が小さい。
- 無線通信での伝送は難しい。（なお、最古の無線方式である火花無線や、逆にごく近年の方式である、インパルス方式の超広帯域無線などは、ある種のベースバンド伝送と言えなくもない）

## 用途
古くは、短距離の有線電信で用いられていた。今でも、電話局から加入者宅の電話機までの伝送で健在である。

## 伝送路符号
以下は、ディジタル信号を、搬送波の変調ではなく、ベースバンドでの加工（伝送路符号）によって扱う方式に関する話題である。

### 機能
零連続抑圧機能0（または1）が連続するとタイミング抽出がしにくくなる。これは、タイミング抽出用の共振回路へゼロクロス信号の入力が途絶えることで、その出力のタイミング波が徐々に減衰していくため。
パワースペクトルの集中性金属ケーブルなどの帯域制限伝送路では、高周波成分に対しての伝送損失が大きいため、パワースペクトルの集中性が良いことが望まれる。
直流平衡途中の中継局などで通る電子回路は、一般に直流成分を通さないものが多いため、符号化した際の直流成分が小さいことが望まれる。

### 分類
単流方式 (unipolar signal)0を電流あり、1を電流なしであらわす。信号が減衰するとノイズとの区別がつきにくいので、短距離伝送に用いられる。
複流方式 (dipolar signal)電流の正負で、0・1を判定する。電流の流れる向きで判定するので、差動方式とも言う。
RZ (Return-to-zero)符号の送出間隔よりパルス幅が短く、0電位に戻るもの。
NRZ (Non-return-to-zero)符号の送出間隔とパルス幅が同じもの。
バイポーラ方式 (bipolar system)1のとき交互に正負のパルスを送出し、0のときは0電位のもの。直流成分が少ない。
差分方式 (differential system)0のとき極性反転、1のときは変化なしのもの。
ダイコード方式 (dicode system/Meacham's twinned binary system)1から0への変化を-E・0から1への変化をEのパルス、0から0・1から1への変化を0電位で表すもの。
ダイパルス方式 (dipulse system)0・1で180度位相の違うパルスを送出するもの。

### 波形
通信線路では、負論理（負が1）の場合が多いのでそのように示す。
```
　　　0　　　　0　　　　1 　　　0 　　　1 　　　1 　　　0　　　1
```

単流NRZ
```
0 ────────┐　　　┌───┐　　　　　　　┌───┐
-E　　　　　　　　└───┘　　　└───────┘　　　└───
```

単流RZ
```
0 ────────┐　┌─────┐　┌─┐　┌─────┐　┌─
-E　　　　　　　　└─┘　　　　　└─┘　└─┘　　　　　└─┘
```

複流NRZ
```
E ────────┐　　　┌───┐　　　　　　　┌───┐
-E　　　　　　　　└───┘　　　└───────┘　　　└───
```

複流RZ
```
E ┌─┐　┌─┐　　　　　┌─┐　　　　　　　　　┌─┐
0 ┘　└─┘　└─┐　┌─┘　└─┐　┌─┐　┌─┘　└─┐　┌─
-E　　　　　　　　└─┘　　　　　└─┘　└─┘　　　　　└─┘
```

バイポーラ
```
E 　　　　　　　　┌─┐　　　　　　　　　┌─┐
0 ────────┘　└─────┐　┌─┘　└─────┐　┌─
-E　　　　　　　　　　　　　　　　└─┘　　　　　　　　　└─┘
```

差分
```
E ┐　　　┌───────┐　　　　　　　　　　　┌───────
-E└───┘　　　　　　　└───────────┘
```

ダイコード
```
E 　　　　　　　　┌───┐　　　┌───┐　　　　　　　┌───
0 ────────┘　　　│　　　│　　　└───┐　　　│
-E　　　　　　　　　　　　└───┘　　　　　　　└───┘
```

ダイパルス
```
E 　　┌┐　　┌┐┌┐　　　　┌┐┌┐　　┌┐　　　　┌┐┌┐
0 ┐┌┘└┐┌┘└┘└┐┌┐┌┘└┘└┐┌┘└┐┌┐┌┘└┘└┐┌
-E└┘　　└┘　　　　└┘└┘　　　　└┘　　└┘└┘　　　　└┘
```